# ROKS Gyeongju
Le ROKS Gyeongju (PCC-758) était une corvette de classe Pohang de la Marine de la république de Corée. Il a été désarmé et transféré à la Garde côtière péruvienne sous le nom de BAP Ferré (PM-211) en 2016, puis a été réaffecté à la marine péruvienne sous le nom de BAP Ferré (CM-27).

## Historique
La classe Pohang est une série de corvettes construites par différentes entreprises de construction navale coréennes. La classe se compose de 24 navires et certains, après leur déclassement, ont été vendus ou donnés à d'autres pays. Il existe cinq types différents dans la classe, du lot II au lot VI.
Le Gyeongju a été construit par Hyundai Heavy Industries à Ulsan, lancé le 8 juin 1984, mis en service le 1er mai 1985 et désarmé le 30 décembre 2014. Un accord entre la République de Corée du Sud et la République du Pérou a eu lieu le 20 octobre 2015. Il a été transféré à la Garde côtière péruvienne sous la désignation de BAP Ferré (PM-211). Le navire est arrivé au port de Callao le 15 juillet 2016, rejoignant le service actif de la Direction des capitaineries et des garde-côtes de la marine péruvienne,. En août 2018, le BAP Ferré a été reclassé comme corvette lance-missiles (CM-27) et incorporé dans la Force de surface.

## Galerie

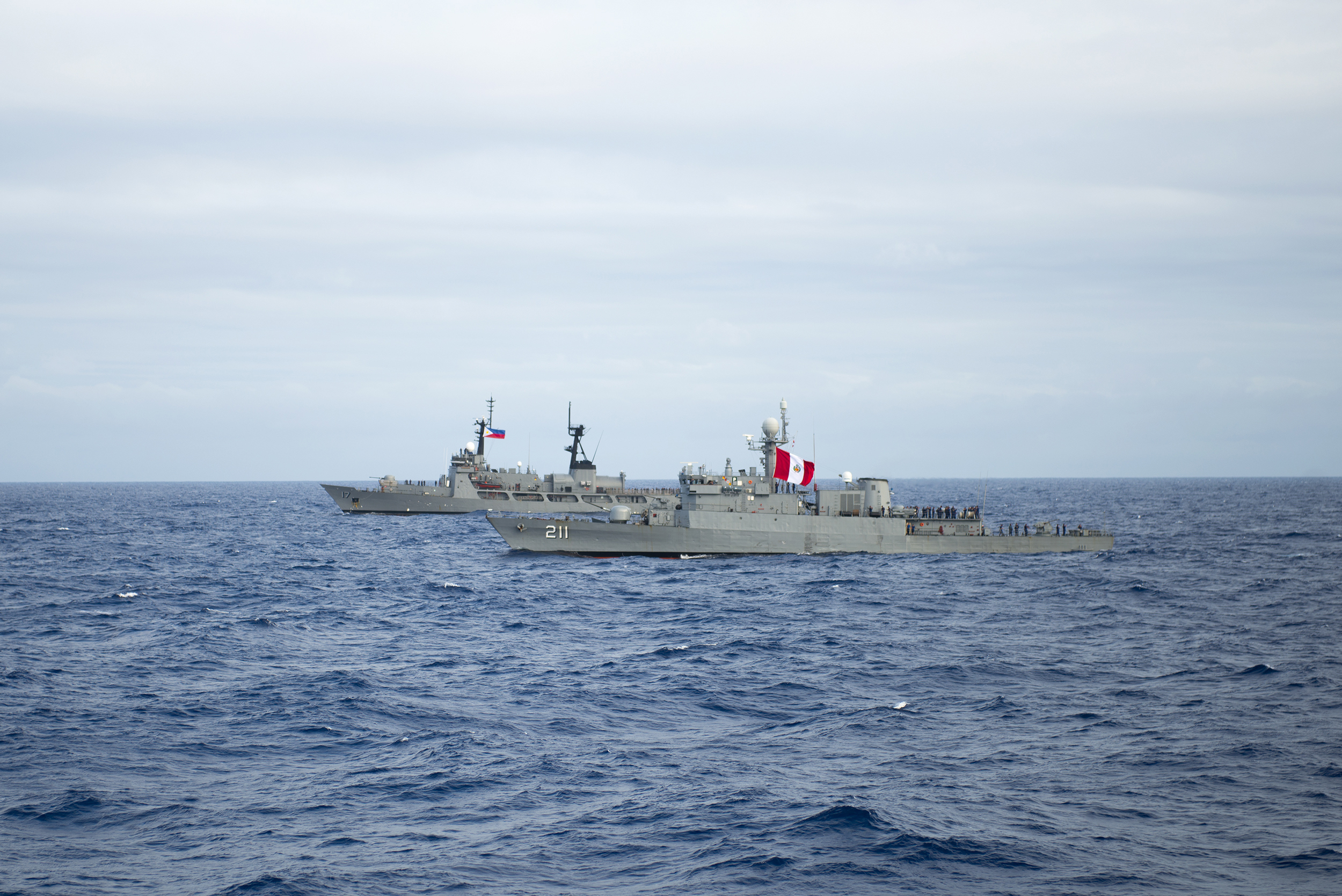
Le BAP Ferré et le BRP Andrés Bonifacio durant RIMPAC 2018.
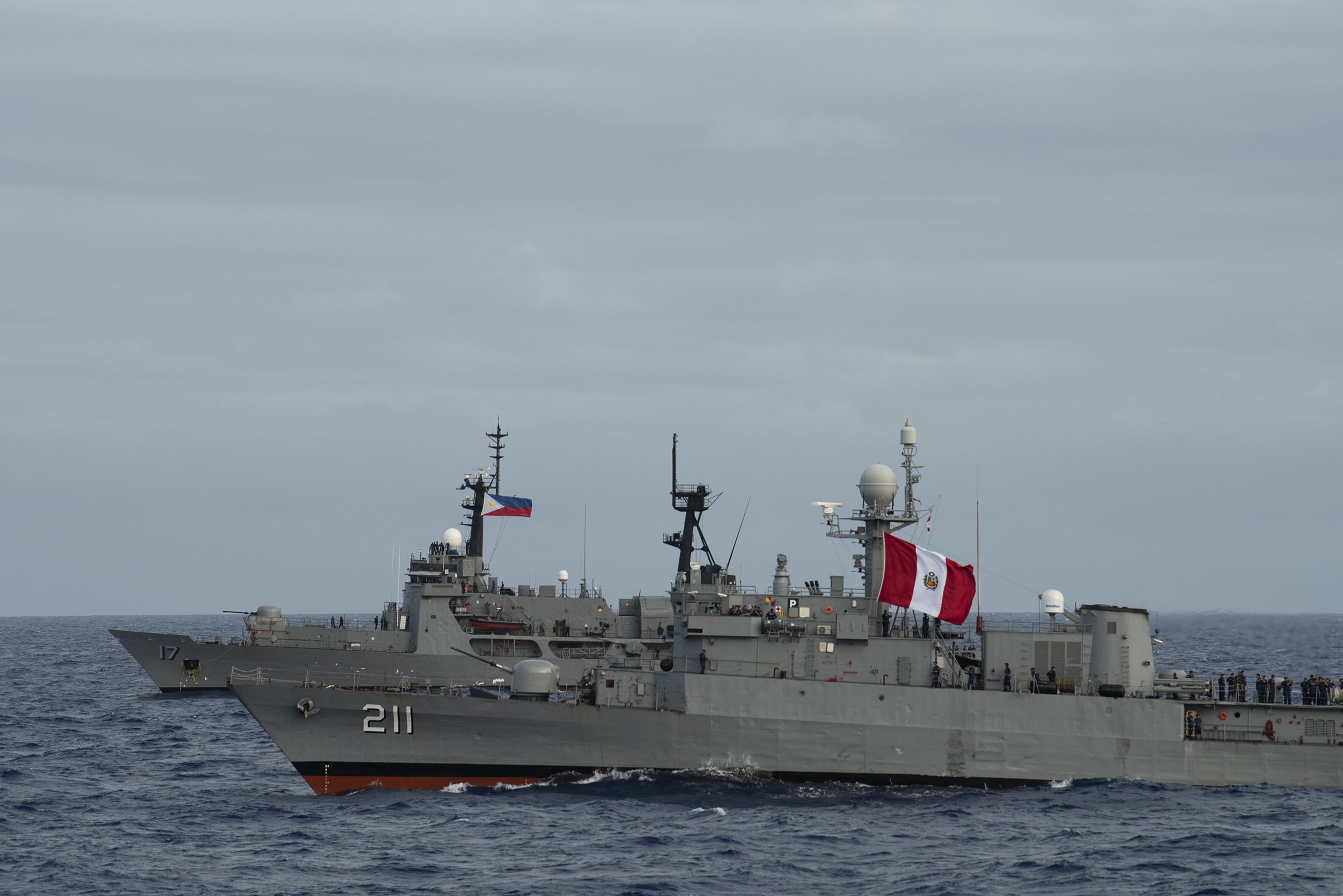
Le BAP Ferré et le BRP Andrés Bonifacio durant RIMPAC 2018.